# Berula erecta
Berula erecta là một loài thực vật có hoa trong họ Hoa tán. Loài này được (Huds.) Coville mô tả khoa học đầu tiên năm 1893.

## Hình ảnh

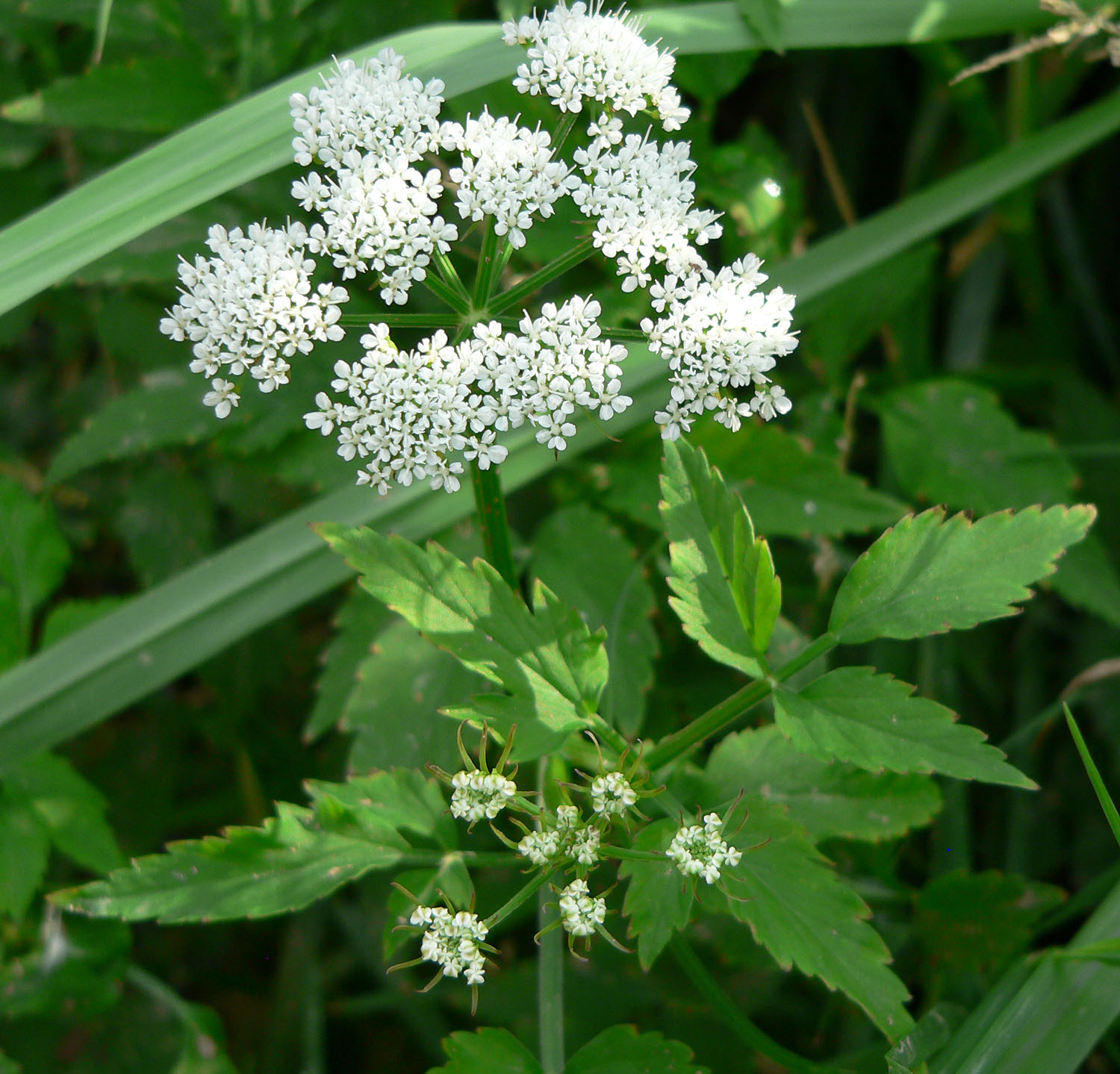
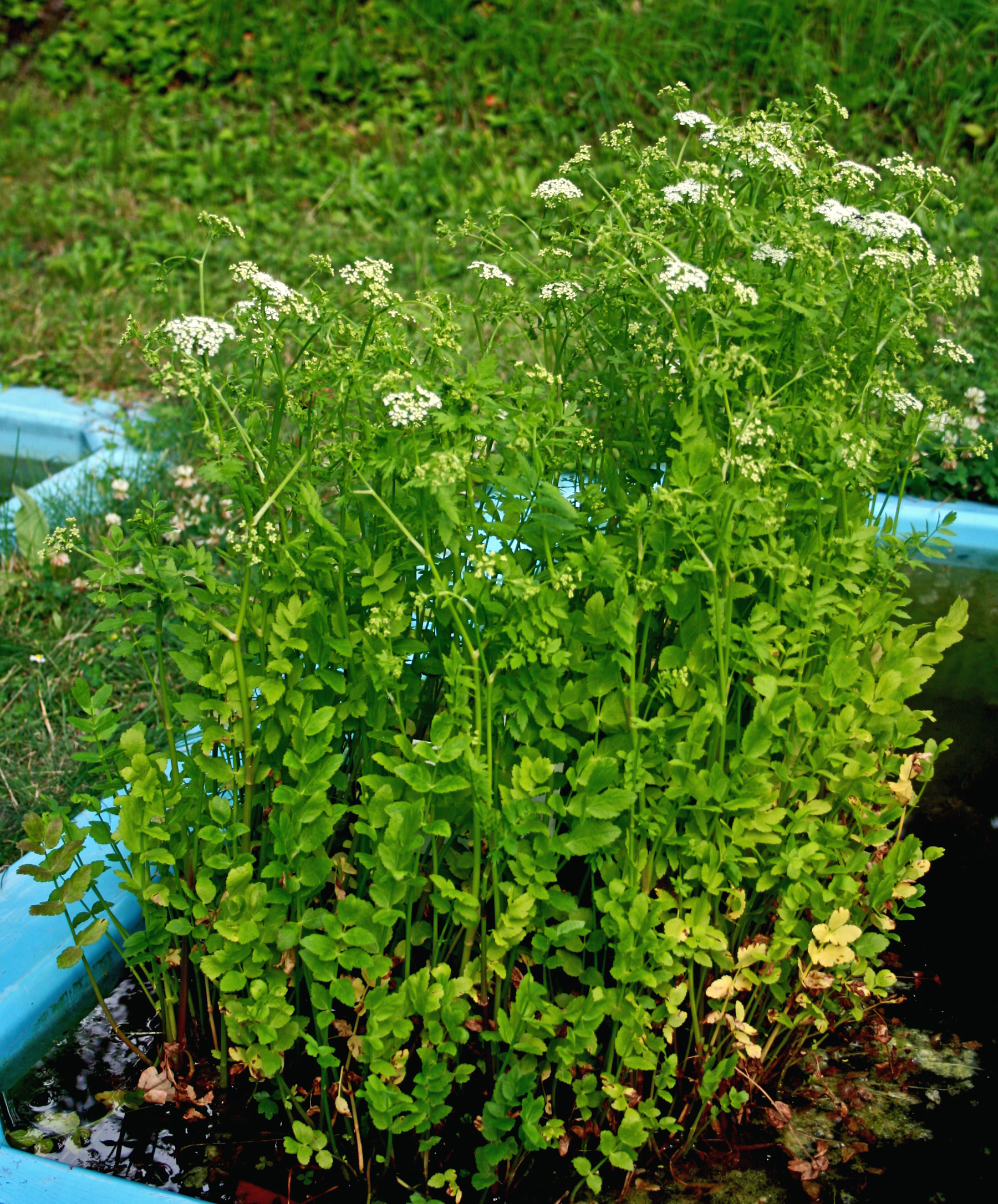
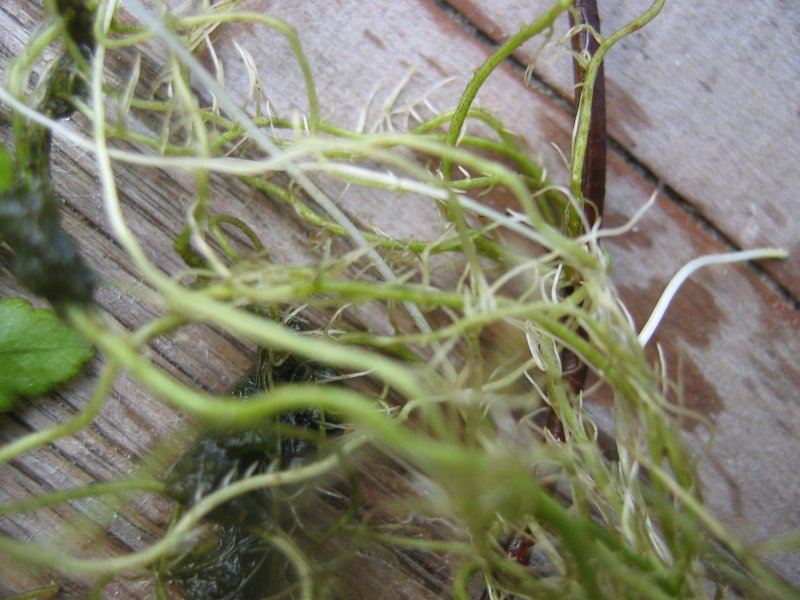
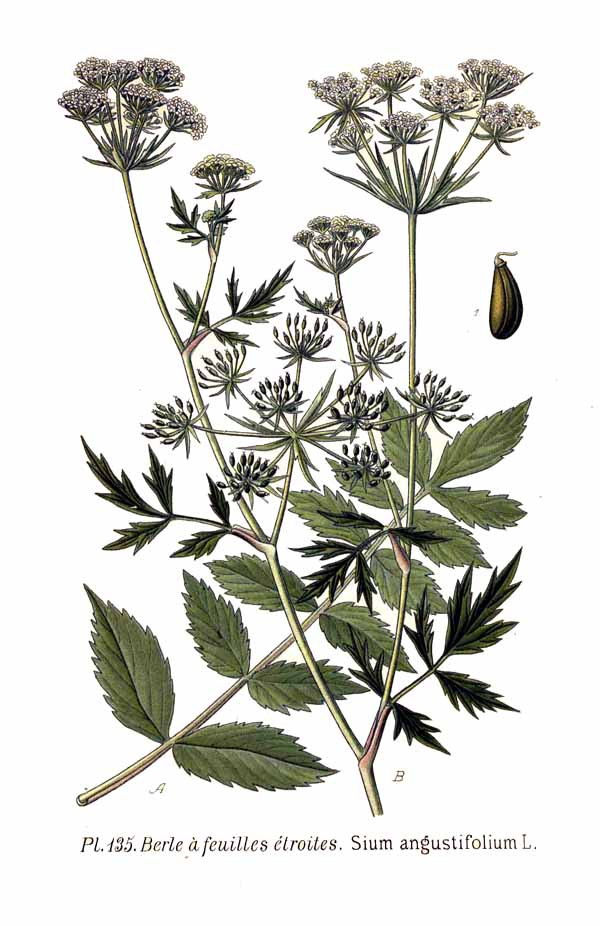